# Parti républicain du peuple (Turquie)
Pour les articles homonymes, voir Parti républicain du peuple, CHP et CHF.
Ne doit pas être confondu avec Parti de la démocratie du peuple, Parti démocratique du peuple (Turquie) ou Parti démocratique des peuples.

Drapeau du Parti républicain du peuple.

Le Parti républicain du peuple (en turc : Cumhuriyet Halk Partisi ou CHP, anciennement Cumhuriyet Halk Fırkası ou CHF) est un parti politique turc, de type républicain, social-démocrate, nationaliste et laïc, créé en 1923 par Mustafa Kemal Atatürk. Il est membre de l'Internationale socialiste et membre associé du Parti socialiste européen.
Il constitue depuis 2002 le principal parti d'opposition face au Parti de la justice et du développement (AKP). Le symbole du CHP est composé des six flèches qui rappellent les six principes de l'idéologie kémaliste, dont le parti est le représentant historique.

## Histoire

### 1923-1945

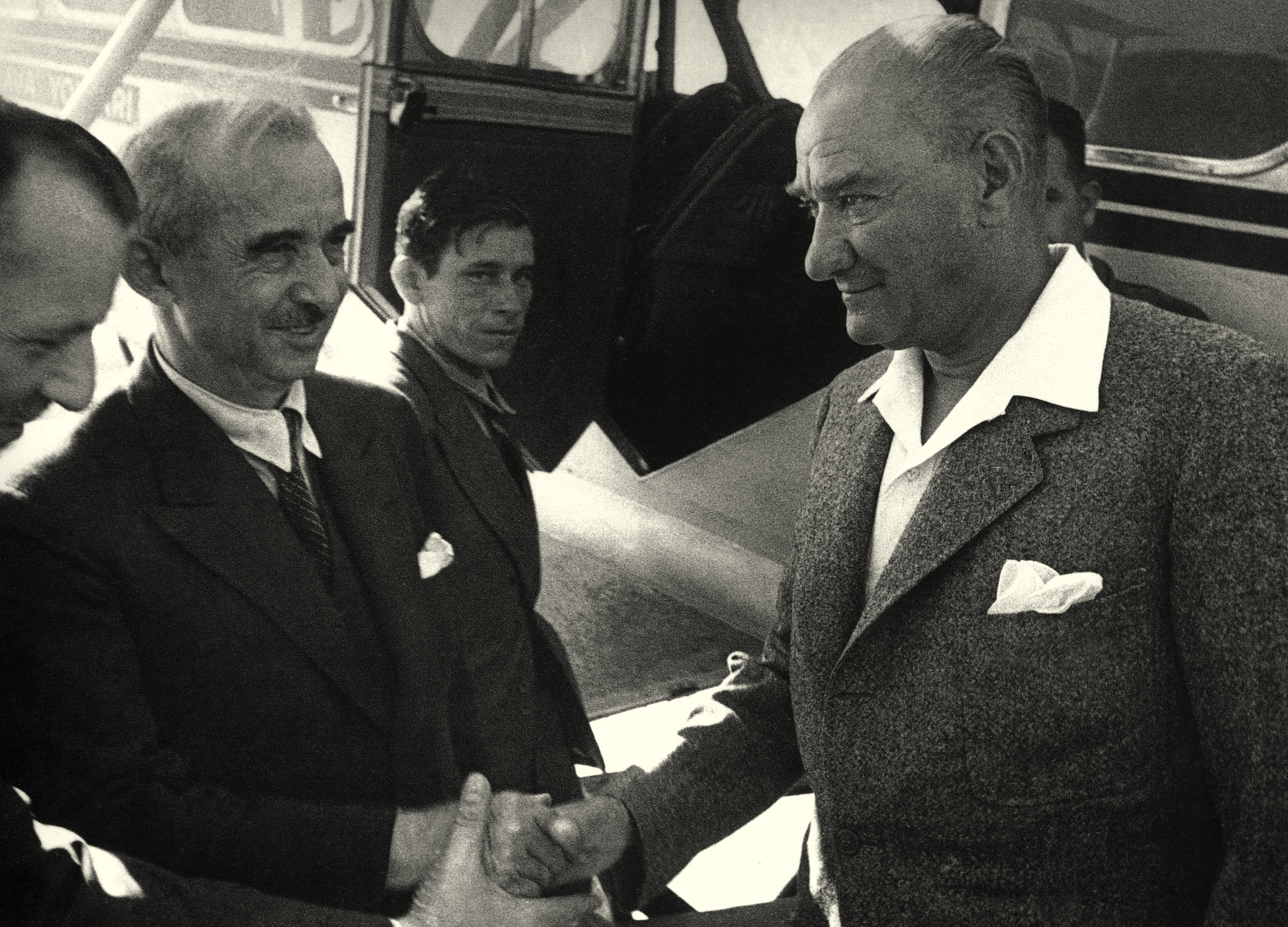
Mustafa Kemal Atatürk et le Premier ministre İsmet İnönü, 1936.

Le parti est fondé par Mustafa Kemal Atatürk en 1923, le leader des progressistes laïcs au sein du parlement turc, afin d'éliminer le groupe conservateur favorable à la charia et au maintien de l'institution du califat. Les nouvelles élections législatives permettent au parti d'acquérir la majorité à l'Assemblée nationale et de voter la création de la nouvelle république turque (158 voix sur 286), se substituant à l'ancien Empire ottoman.
De 1923 à 1945, il est le parti unique en Turquie, mises à part deux brèves périodes (1924-1925 et août-novembre 1930) où un parti d'opposition a été toléré, d'abord le Parti républicain progressiste, puis le Parti républicain libéral.
D'abord connu sous la dénomination de Parti du peuple (Halk Fırkası), rebaptisé en 1924 le Parti républicain du peuple (Cumhuriyet Halk Fırkası) à la suite de la création d'un parti d'opposition, le Parti républicain progressiste est créé par les quatre leaders nationaux du pays (le général Kâzım Karabekir, le commandant Ali Fuat Cebesoy, Rauf Orbay et Refet Bele) qui ne trouvent pas leur place dans le Parti républicain du peuple (PRP), accaparé par Atatürk.  
La proclamation de la République de Turquie et la dissolution du califat ne faisaient pas l'unanimité dans le milieu religieux, qui s'opposait à la politique de laïcité d'Atatürk. Le Parti républicain progressiste, par son refus des réformes et surtout par son article 6 « le parti respecte les pensées et les croyances religieuses » gagne la confiance du milieu théologique. Le peuple, sensible aux arguments religieux et mécontent de l'oppression du gouvernement, est massivement canalisé vers le nouveau parti.  Bien que celui-ci ne se soit pas organisé dans tout le pays, grâce à l'exploitation de l'islam, il acquiert une popularité plus grande que celle du CHP, menaçant le pouvoir kémaliste et les réformes entreprises depuis 1921.  
La révolte de Cheik Sait qui éclate début février 1925, fournit au CHP l'occasion de se débarrasser d'un rival devenu assez dangereux. Après avoir découvert des liens étroits entre le Parti républicain progressiste et les insurgés, le pouvoir le dissout le 3 juin 1925 et fait emprisonner ses dirigeants.  
En 1930, Atatürk, constatant l'abstention grandissante lors des élections, décide de créer de toutes pièces un nouveau parti politique : le Parti républicain libéral afin de donner un nouveau souffle au régime politique turc qui ne s'est maintenu jusqu'à présent que par la répression. Mais le nouveau parti n'évolue pas dans le sens voulu et devient une menace pour le régime républicain. Le peuple turc, qui rejette les réformes kémalistes et l'attitude des bureaucrates du CHP, adhère massivement au nouveau parti qui, sous son influence, prend un virage clairement religieux et anti laïc. La victoire éclatante du Parti républicain libéral aux élections municipales convainc Atatürk de mettre fin au multipartisme pour sauvegarder les réformes et la République. Le parti est alors dissout le 17 novembre 1930, trois mois après sa création. L'islam est alors remis sur la surveillance et la répression de l'État.  
Le régime kémaliste de 1923 à 1945 a changé considérablement le visage de la Turquie. L'Assemblée nationale dote le pays d'une nouvelle Constitution en 1924. Cette nouvelle Constitution remplace la souveraineté divine de l'ancien Empire ottoman par une nouvelle souveraineté nationale exercée par la grande Assemblée nationale au nom du peuple turc. Le pouvoir politique se trouve ainsi doté d'une légitimation laïque après l'abolition du califat la même année. Le pouvoir kémaliste entreprend la laïcisation de l'appareil étatique (armée, tribunaux, école), puis la laïcisation de la société turque (réforme vestimentaire, adoption du code civil, nouvel alphabet latin, dissolution des confréries religieuses) afin de réduire l'influence de l'islam par la création d'une idéologie nationaliste et légitimer le nouvel État-nation turc. 
Enfin, en 1923 est créée la présidence des affaires religieuses, organisme chargé de contrôler l'islam et de le réformer afin que celui-ci soit conforme à l'esprit laïc du nouvel État. Toutes ces réformes mises en œuvre durant les 22 années de parti unique doivent aboutir à la création d'un nouvel État turc moderne, laïc, capitaliste et souverain, afin de concurrencer les grandes puissances européennes.
Le Parti républicain du peuple défend à cette époque le laïcisme d'Atatürk avec le maintien d'une stricte neutralité de l'espace public, un contrôle étatique de l'islam sunnite hanafite (majoritaire en Turquie), et une école libre de toute influence religieuse. Mustafa Kemal ordonna ainsi à Elmalili Hamdi Yazir de traduire le Coran en turc, pour que le peuple puisse comprendre facilement les textes,,.

### 1945-1960
Le régime kémaliste du parti unique, qui a duré 22 ans, sauf deux brèves tentatives de multipartisme, prend fin en 1945. Le 19 mai, le président de la République İsmet İnönü, qui avait pris le titre de « chef national » dès la mort d'Atatürk, affirme la nécessité de faire plus de place aux principes démocratiques. Et, le 1er novembre, dans son discours à l'ouverture de la Grande Assemblée nationale, il annonce le changement du système politique : « Pendant toute la période de la République, on a gardé le caractère démocratique en tant que principe. Le régime dictatorial, en plus de n'avoir jamais été accepté, a toujours été désapprouvé comme nuisible et inconvenant à la nation turque. La seule chose qui nous manque est l'existence d'un parti politique face au parti du gouvernement ». Le ministre de l'Intérieur autorise la création du premier parti d'opposition, le Parti démocrate qui va jouer un grand rôle dans la vie politique turque.
Les élections législatives se déroulent le 21 juillet 1946 avant que les partis d'opposition n'aient pu achever leur organisation politique locale (le PD ne présente par exemple que 273 candidats) et le scrutin n'est pas secret. Les élections se concluent par la victoire du CHP qui gagne 395 sièges, le DP 66 et les indépendants 4. 
Une fois élus, les députés kémalistes votent plusieurs lois visant à assouplir le régime autoritaire hérité d'Atatürk. La loi sur les associations du 5 juin 1946 permet la création de nouvelles organisations secondaires indépendantes du pouvoir politique censées mieux représenter les intérêts de la population. Cette loi apporte en même temps plusieurs restrictions, dont l'une concerne la religion « la création des associations religieuses ou des sectes et des ordres religieux est interdite ».
La libéralisation du régime politique provoque le retour sur le devant de la scène des organisations islamistes, réduites au silence depuis Atatürk et militant pour l'instauration de la charia. Cette réaction religieuse (irtidja) fait adopter des mesures plus sévères par le parlement dominé par les kémalistes avec l'amendement de l'article 163 du code pénal dont la nature se trouve élargie et précisée pour faire face à la montée de la réaction religieuse.
Parallèlement, les élections de 1950 approchant, le PRP adopte un langage beaucoup plus souple vis-à-vis de l'islam afin, d'une part, de ne pas perdre du terrain sur son rival le Parti Démocrate et surtout pour dissimuler les échecs économiques des kémalistes. Ainsi, les députés du PRP remettent en cause certaines mesures laïques mises en place par Atatürk comme la réouverture de mausolées ou le renforcement des pouvoirs de la Présidence des Affaires religieuses (Diyanet İşleri Başkanlığı).     
En 1950, le Parti démocrate gagne les élections et son dirigeant Adnan Menderes devient Premier ministre. Celui-ci, bénéficiant de l'aide du plan Marshall, mène une politique économique très favorable à la paysannerie turque (80 % de l'électorat) permettant au Parti démocrate de garder une certaine homogénéité dans le pays. Le CHP, qui est devenu un parti d'opposition, ne peut empêcher le PD de remettre en cause certaines mesures kémalistes, comme le retour de l'arabe dans les mosquées ou les cours religieux à l'école. En parallèle, la répression gouvernementale s'atténuant, les courants islamistes gagnent en importance et en audience dans la société en dépit des appels du CHP à les réprimer. 
Les difficultés économiques apparaissant à partir de 1955 (inflation, déficit, fin de l'aide américaine) amènent le PD à mener une politique de rigueur qui mécontente ses électeurs. Le parti effectue alors un virage islamiste afin de ne pas perdre le soutien de la population turque. Cette politique anti-laïque et dirigée contre les kémalistes amène l'armée à organiser un coup d'État militaire en 1960. Le Premier ministre Menderes est arrêté et exécuté en 1961 et le Parti démocrate dissous. 
Une nouvelle constitution plus conforme aux principes républicains et laïcs est rédigée par les militaires et approuvée par référendum.
Le CHP retrouve le pouvoir après ce coup d'État.

### 1960-1971
Le Parti républicain du peuple poursuit la politique religieuse du Parti démocrate. İsmet İnönü (chef du CHP) constatant que la formation de religieux instruits est favorable au régime républicain consolidera le système laïc mis en place par Kemal. 
Mais la constitution libérale de 1961, si elle garantit et protège les libertés fondamentales, instaure des élections à la proportionnelle qui rendent impossible la constitution de majorités parlementaires stables. La gauche turque se divise entre le CHP et le Parti Ouvrier Turc (marxiste et pro-kurde), de même que la droite entre le Parti de la justice (héritier du PD dissous) et le Parti de l'ordre national (islamiste). Cette impossibilité de constituer une majorité stable au parlement afin de faire face aux difficultés du pays est exacerbée par la crise économique et la division profonde du pays (développement des mouvements islamistes et des mouvements kurdes). L'armée intervient de nouveau dans la vie politique (coup d'État de 1971) face à l'échec des partis politiques à maintenir l'ordre en Turquie.

### 1971-1980
Les militaires, constatant leur échec à rétablir la situation, retournent dans leurs casernes dès 1972. Le Parti républicain du peuple gagne les élections législatives de 1973 et Bülent Ecevit devient Premier ministre. Mais en dépit de mesures d'exception prises par les militaires, la conjoncture continue de se dégrader. Les partis et associations dissous se reforment et font peser un climat insurrectionnel violent dans le pays avec des affrontements de plus en plus sanglants.
Le choc pétrolier de 1973, avec ses conséquences sur l’économie mondiale (baisse des échanges commerciaux, inflation) ruine les efforts entrepris pour remettre sur pied l'économie turque.
Cette situation et l'immobilisme de la classe politique obligera l'armée à prendre en main la destinée du pays lors du coup d'État du 12 septembre 1980. Le parti, jugé responsable comme le Parti de la Justice, de la situation insurrectionnelle du pays est immédiatement dissous par les autorités militaires.

### 1992-2002
En 1992, le parti est refondé, mais il subit la concurrence du Parti de la gauche démocratique, qui incarne la principale opposition aux partis du centre et de la droite (islamistes). Il joue un rôle mineur au parlement turc jusqu'à la disparition de son rival en 2002, englué dans des affaires de corruption et impuissant face à la crise économique et aux effets du tremblement de terre de 1999.

### 2002 à nos jours
Le CHP est, depuis 2002, le principal parti d’opposition en Turquie, s’opposant au Parti de la justice et du développement (AKP) de Recep Tayyip Erdoğan.
Laïque et historiquement social-démocrate, le CHP a évolué sous Deniz Baykal, pendant 20 ans son président avant de devoir démissionner en mai 2010 à la suite d'une affaire de mœurs. Baykal avait placé ses soutiens aux postes-clef du parti. Selon Le Figaro :
« Sous la tutelle de Deniz Baykal, le Parti républicain du peuple n'avait plus aucun lien avec la social-démocratie dont il se revendiquait, avait glissé vers un nationalisme extrême et une laïcité rigide et s'opposait à toutes les réformes libérales. »

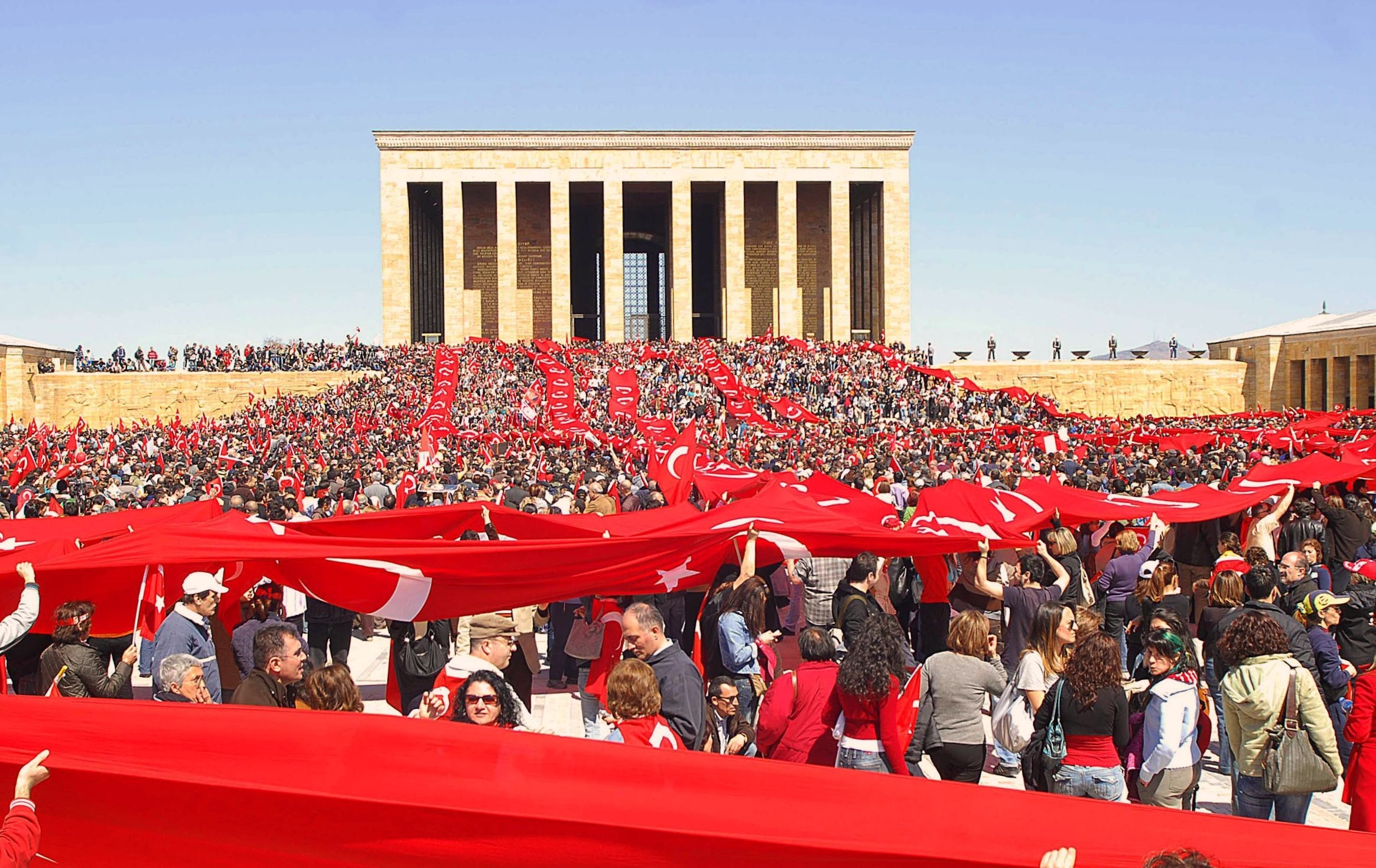
Manifestation de la République à Anıtkabir, le mausolée d'Atatürk, 2007.

Après avoir perdu les élections de 2002, il a été laminé par l'AKP lors des élections anticipées de juillet 2007 en perdant 66 sièges. Il en a regagné 35 aux élections législatives de 2011, restant de loin devancé par l'AKP (135 contre 327). 
Depuis le changement de direction et le départ de Baykal, le CHP a renoué avec ses origines idéologiques pour redevenir un parti social-démocrate. Son programme des dernières élections est ainsi revenu sur de nombreuses revendications sociales que le parti avait auparavant délaissées.
En réaction à la condamnation d'un député du parti à 25 ans de prison dans le cadre des purges en Turquie, le CHP organise en juin 2017 une « marche pour la justice » afin de dénoncer la soumission du système judiciaire au pouvoir politique. D'une durée d'une vingtaine de jours et soutenue par le HDP, des syndicats et des associations, la marche est néanmoins menacée par des membres de l'AKP. La marche rassemble plusieurs centaines de milliers de personnes à Istanbul, au dernier jour[réf. souhaitée].

#### Changement de cap politique du CHP en vue des élections régionales de 2009

##### Revirement de Deniz Baykal vis-à-vis du port du voile
Alors que le CHP s'était opposé de manière virulente à la levée de l'interdiction du foulard dans les universités, souhaitée par l'AKP au pouvoir, Deniz Baykal a effectué fin novembre 2008 une volte-face complète en épinglant lui-même publiquement des badges de membres du parti à des femmes portant le voile au cours d'un meeting électoral. Il a ensuite déclaré que « considérer l'habillement des gens comme un « défi pour l'État » est le résultat d'une obsession », « c'est une mentalité de régime de parti unique », « considérer que « tu n'es pas une des nôtres si tu portes un foulard est inacceptable, allons-nous être ceux qui divisent une partie des gens qui aiment la Turquie ? ».
Cette prise de position résulterait des efforts du dirigeant provincial stambouliote du CHP, Gürsel Tekin, ayant pour but d'affaiblir l'AKP en attirant les déçus de son électorat religieux. Ce revirement a suscité de vives critiques de Devlet Bahçeli, dirigeant du parti nationaliste d'extrême droite MHP (Parti d'action nationaliste), accusant Baykal de se ranger derrière le « projet américain » de transformer la Turquie en un État islamique modéré, ce à quoi l'intéressé lui a répondu par courrier que le MHP avait voté avec l'AKP pour la levée de l'interdiction du turban dans les universités. Si cette nouvelle position donne la possibilité aux femmes voilées d'adhérer au CHP, Deniz Baykal a réaffirmé quelques jours après que la ligne du parti ne changerait pas quant au port du foulard dans les universités.

##### Soutien à la liberté syndicale
Le CHP a annoncé début décembre 2008 qu'il prendrait contact avec les membres anti-AKP des syndicats DISK (Confédération des syndicats révolutionnaires de Turquie), KESK (Confédération des syndicats de fonctionnaires) ainsi qu'avec des courants anti-AKP du syndicat Türk-Iş (Confédération des syndicats turcs), réputé être sous le contrôle de l'AKP. Le CHP a l'intention d'offrir la liberté d'association aux deux syndicats de gauche DISK et KESK dans les régions qu'il espère remporter lors des scrutins régionaux de mars 2009.                                 En 2024, le CHP a 127 députés à l’Assemblée nationale turque, ce qui fait du Parti le deuxième ayant le plus de députés après l’AKP d’Erdogan l’homme fort du pays.

#### Élections de 2018
Le 2 mai 2018, Le Bon Parti, le Parti républicain du peuple, le Parti de la félicité et le Parti démocrate annoncent la formation d'une coalition électorale, l'Alliance de la nation, pour les législatives.
Le 4 mai 2018, le député Muharrem İnce est choisi comme candidat à la présidentielle. Il arrive deuxième du scrutin.

#### Élections de 2023
Le 28 mai 2023, le Bon Parti, le Parti républicain du peuple, le Parti de la félicité et le Parti démocrate annoncent la formation d'une coalition électorale, l'Alliance de la nation, pour les législatives.
Le 28 mai le député Kılıçdaroğlu est choisi comme candidat à la présidentielle. Celui-ci arrive deuxième du scrutin mais l’AKP gagne pour la première fois au second tour.
Le parti appelle à la neutralité de la Turquie dans la guerre de Gaza commencée en 2023. Il s'oppose aux sanctions contre Israël et certains de ses dirigeants ont qualifié le Hamas palestinien de « terroriste ».
Le régime de Recep Tayyip Erdoğan durcit sa répression à l'encontre du CHP en 2025. Le maire d'Istanbul, Ekrem İmamoğlu, donné en tête des intentions de vote pour l'élection présidentielle de 2028, est arrêté le 19 mars avec 104 autres élus de la municipalité et collaborateurs de l’édile. Le 1ᵉʳ juillet, l'ancien maire d'Izmir, Tunç Soyer (2019-2024), le président provincial du CHP, Senol Aslanoglu, et 107 autres membres de la municipalité sont arrêtés, tandis que des ordres d'arrestation sont émis contre une cinquantaine d'autres personnes.

## Relations avec l'Internationale socialiste
Sur la base d'un rapport de son comité d'éthique, le Conseil de l'Internationale socialiste, réuni le 30 juin 2007 à Genève a décidé de la mise en place d'une procédure de contrôle du CHP. Ce rapport, adopté à l'unanimité, réclamait une enquête pour vérifier l'attachement du CHP aux principes de la démocratie. Deniz Baykal n'est pas venu à Athènes à la réunion de l'Internationale socialiste du 2 juillet 2008, le CHP reprochant « à certains partis en Europe, (comme les partis socialistes), de ne pas partager la même sensibilité que le CHP concernant l'indépendance de la justice ». Le différend avec l'IS a éclaté en raison du procès d'interdiction à l'encontre de l'AKP, parti au pouvoir.

## Résultats électoraux

### Élections législatives
| Année   | Dirigeant             | Voix           | Sièges         | %              | Rang           | Gouvernement              |
| ------- | --------------------- | -------------- | -------------- | -------------- | -------------- | ------------------------- |
| 1927    | Mustafa Kemal Atatürk |                | 335 / 335      |                | 1er            | Gouvernement              |
| 1931    | Mustafa Kemal Atatürk |                | 287 / 317      |                | 1er            | Gouvernement              |
| 1935    | Mustafa Kemal Atatürk |                | 401 / 428      |                | 1er            | Gouvernement              |
| 1939    | İsmet İnönü           |                |                |                | 1er            | Gouvernement              |
| 1943    | İsmet İnönü           |                |                |                | 1er            | Gouvernement              |
| 1946    | İsmet İnönü           |                | 397 / 503      |                | 1er            | Gouvernement              |
| 1950    | İsmet İnönü           | 3 176 561      | 69 / 492       | 39,45          | 2e             | Opposition                |
| 1954    | İsmet İnönü           | 3 161 696      | 31 / 537       | 35,36          | 2e             | Opposition                |
| 1957    | İsmet İnönü           | 3 753 136      | 178 / 602      | 41,09          | 2e             | Opposition                |
| 1961    | İsmet İnönü           | 3 724 752      | 173 / 450      | 36,74          | 1er            | Gouvernement de coalition |
| 1965    | İsmet İnönü           | 2 675 785      | 134 / 450      | 28,75          | 2e             | Opposition                |
| 1969    | İsmet İnönü           | 2 487 163      | 143 / 450      | 27,37          | 2e             | Opposition                |
| 1973    | Bülent Ecevit         | 3 570 583      | 185 / 450      | 33.30          | 1er            | Gouvernement de coalition |
| 1977    | Bülent Ecevit         | 6 136 171      | 213 / 450      | 41,38          | 1er            | Gouvernement de coalition |
| 1983    | Parti interdit        | Parti interdit | Parti interdit | Parti interdit | Parti interdit | Parti interdit            |
| 1987    | Parti interdit        | Parti interdit | Parti interdit | Parti interdit | Parti interdit | Parti interdit            |
| 1991    | Parti interdit        | Parti interdit | Parti interdit | Parti interdit | Parti interdit | Parti interdit            |
| 1995    | Deniz Baykal          | 3 011 076      | 49 / 550       | 10,71          | 5e             | Opposition                |
| 1999    | Deniz Baykal          | 2 716 094      | 0 / 550        | 8,71           | 6e             | Extra-parlementaire       |
| 2002    | Deniz Baykal          | 6 113 352      | 178 / 550      | 19,39          | 2e             | Opposition                |
| 2007    | Deniz Baykal          | 7 317 808      | 112 / 550      | 20,88          | 2e             | Opposition                |
| 2011    | Kemal Kılıçdaroğlu    | 11 155 972     | 135 / 550      | 25,98          | 2e             | Opposition                |
| 06/2015 | Kemal Kılıçdaroğlu    | 11 518 139     | 132 / 550      | 24,95          | 2e             | Opposition                |
| 11/2015 | Kemal Kılıçdaroğlu    | 12 111 812     | 134 / 550      | 25,32          | 2e             | Opposition                |
| 2018    | Kemal Kılıçdaroğlu    | 11 348 899     | 146 / 600      | 22,64          | 2e             | Opposition                |
| 2023    | Kemal Kılıçdaroğlu    | 13 791 166     | 169 / 600      | 25,33          | 2e             | Opposition                |

### Élections présidentielles
| Année                         | Candidat                     | Premier tour                 | Premier tour                 | Second tour                  | Second tour                  | Résultat                     |
| Année                         | Candidat                     | Voix                         | %                            | Voix                         | %                            | Résultat                     |
| Suffrage au scrutin indirect  | Suffrage au scrutin indirect | Suffrage au scrutin indirect | Suffrage au scrutin indirect | Suffrage au scrutin indirect | Suffrage au scrutin indirect | Suffrage au scrutin indirect |
| ----------------------------- | ---------------------------- | ---------------------------- | ---------------------------- | ---------------------------- | ---------------------------- | ---------------------------- |
| 1923                          | Mustafa Kemal Atatürk        | 158 députés                  | 100                          |                              |                              | Élu                          |
| 1927                          | Mustafa Kemal Atatürk        | 288 députés                  | 100                          | Élu                          |                              |                              |
| 1931                          | Mustafa Kemal Atatürk        | 289 députés                  | 100                          | Élu                          |                              |                              |
| 1935                          | Mustafa Kemal Atatürk        | 386 députés                  | 100                          | Élu                          |                              |                              |
| 1938                          | İsmet İnönü                  | 348 députés                  | 100                          | Élu                          |                              |                              |
| 1939                          | İsmet İnönü                  | 249 députés                  | 100                          | Élu                          |                              |                              |
| 1943                          | İsmet İnönü                  | 435 députés                  | 100                          | Élu                          |                              |                              |
| 1946                          | İsmet İnönü                  | 388 députés                  | 83,4                         | Élu                          |                              |                              |
| 1950                          | İsmet İnönü                  | 66 députés                   | 13,6                         | 2e                           |                              |                              |
| 1954                          | İsmet İnönü                  | 27 députés                   | 5,0                          | 2e                           |                              |                              |
| 1957                          | Pas de candidat              | Pas de candidat              | Pas de candidat              |                              |                              |                              |
| 1961                          | Pas de candidat              | Pas de candidat              | Pas de candidat              |                              |                              |                              |
| 1966                          | Cevdet Sunay                 | 461 députés                  | 72,7                         | Élu                          |                              |                              |
| 1973                          | Fahri Korutürk               | 365 députés                  | 57,5                         | Élu                          |                              |                              |
| 1980                          | Pas de candidat              | Pas de candidat              | Pas de candidat              |                              |                              |                              |
| 1989                          | Pas de candidat              | Pas de candidat              | Pas de candidat              |                              |                              |                              |
| 1993                          | İsmail Cem                   | 27 députés                   | 6,3                          | 3e                           |                              |                              |
| 2000                          | Pas de candidat              | Pas de candidat              | Pas de candidat              |                              |                              |                              |
| 2007                          | Pas de candidat              | Pas de candidat              | Pas de candidat              |                              |                              |                              |
| Scrutin au suffrage universel |                              |                              |                              |                              |                              |                              |
| 2014                          | Ekmeleddin İhsanoğlu         | 15 587 132                   | 38,44                        |                              |                              | 2e                           |
| 2018                          | Muharrem İnce                | 15 336 861                   | 30,64                        | 2e                           |                              |                              |
| 2023                          | Kemal Kılıçdaroğlu           | 24 568 196                   | 44,88                        | 25 504 552                   | 47,82                        | 2e                           |

## Identité visuelle

Logo de 1992 à 2000 et jusqu'en 2015
Logo à partir de 2000
Logo de 2015 à 2024
Logo depuis 2024